# کارل ویتاکر
کارل الانسون ویتاکر (۱۹۱۲–۱۹۹۵) پزشک و خانواده درمانگر پیشگام در روان درمانی بود.
ویتاکر بنیانگذار خانواده درمانی نمادی - تجربی است. این رویکرد دیدگاهی شهودی و بی قید و شرط به درمان دارد تا بتواند شرایط ایجاد تعامل را برای خانواده‌ها فراهم سازد. این رویکرد با نام خانواده درمانی تجربی نیز شناخته می‌شود. رابطه بین خانواده و درمانگر برای ویتاکر از اهمیت بسیاری برخوردار بود. تسهیل خودمختاری فرد و در عین حال حفظ تعلق خاطر به خانواده از اهداف اصلی ویتاکر در درمان بود.
کارل ویتاکر با خصوصیات غیر متعارف، پرشور، و بحث انگیزی که دارد، مظهر یک خانواده درمانگر تجربه نگر به شمار می آید. ویتاکر در کتاب ریشه های رواندرمانی که با همکاری روانشناسی به نام مالون (ویتاکر و مالون، 1953) نوشت و نقطه ی عطف کارهای او به شمار می آید. نخستین حامی فعال بودن درمانگر و اعمال فشار به بیماران برای رشد یافتگی و انسجام (پختگی) بود، نه آنکه درمانگر صرفا نوعی بینش و درک فراهم آورد که موجب تسهیل  «سازگاری» بیماران با جامعه شود.